# Fort St. John
Fort St. John är en ort i Kanada.   Den ligger i provinsen British Columbia, i den centrala delen av landet, 3 300 km väster om huvudstaden Ottawa. Fort St. John ligger 696 meter över havet och antalet invånare är 17 402.
Terrängen runt Fort St. John är kuperad åt sydost, men åt nordväst är den platt. Fort St. John är det största samhället i trakten. 
I omgivningarna runt Fort St. John växer i huvudsak blandskog. Trakten runt Fort St. John är nära nog obefolkad, med mindre än två invånare per kvadratkilometer.